# Spelmanstävlingen i Vaxholm 1910
Spelmanstävlingen i Vaxholm 1910, var en spelmanstävling i Vaxholm år 1910.

## Historik
Spelmanstävlingen i Vaxholm anordnades i 2–3 juli 1910 för spelmän i Roslagen. Initiativtagare till tävlingen var landshövdingen Mauritz Sahlin och överste Karl Virgin. Tävlingen kom att äga rum i storstugan på Norrberget och var utlyst för instrumenten fiol, klarinett, flöjt och nyckelharpa. Prisnämnden bestod av kamrer Georg Bladini, kantor G. Hedman och notarien Ragnar Granlund.
På själva tävlingsdagen närvarade artisten Anders Zorn. Tävlingarna inleddes med en inledning av kaptenen Wennerström, som berättade om historien om spelmanstävlingarna i Sverige. Därefter hälsade översten Virgin alla välkomna till tävlingen och sedan förklarade landshövdingen Sahlin tävlingarna för öppnade.

## Deltagare (påbörjad)

Deltagare vid spelmanstävlingen i Vaxholm 1910.

- H. Andersson, Kårsta.[3]
- A. P. Jansson, Häverö.[3]
- E. Österman, Ljuster.[3]
- Johan Rydberg, Norrtälje.[3]
- Erik Gustaf Englund, Tierp.[3]
- P. F. Lundqvist, Skå.[3]
- P. E. Olsson, Stockholm.[3]
- Gustaf Sander, Rosersberg.[3]
- C. F. Haglund, Skå.[3]
- A. Eriksson, Söderfors.[3]
- J. Hallberg, Söderfors.[3]
- T. Larsson, Brunna.[3]
- E. A. Sellin.[3]
- Eriksson, Söderfors.[3]

## Pristagare

### Fiol
| Pris                                  | Namn                      | Summa      |
| ------------------------------------- | ------------------------- | ---------- |
| 1:a pris                              | Johan Rydberg, Norrtälje  | 40 kronor. |
| 2:a pris                              | A. P. Jansson, Häverö     | 15 kronor. |
| 3:e pris "Landshövding Sahlins pris"  | E. Österman, Ljusterö     | 10 kronor. |
| 4:e pris                              | P. E. Olsson, Stockholm   | 10 kronor. |
| 5:e pris                              | Gustaf Sander, Rosersberg | 6 kronor.  |
| 6:e pris                              | H. Andersson, Kårsta      | 5 kronor.  |
| 1:a extra pris "Överste Virgins pris" | P. F. Lundqvist, Skå      | 10 kronor. |
| 2:a extra pris                        | C. F. Haglund, Skå        | 6 kronor.  |

### Nyckelharpa
| Pris                                 | Namn                       | Summa      |
| ------------------------------------ | -------------------------- | ---------- |
| 1:a extra pris                       | Erik Gustaf Englund, Tierp | 10 kronor. |
| 2:a extra pris                       | A. Eriksson, Söderfors     | 6 kronor.  |
| 3:e extra pris "Fru Johanssons pris" | J. Hallberg, Söderfors     | 5 kronor.  |
| Uppmuntringspris                     | T. Larsson, Brunna         | 5 kronor.  |

### Klarinett
| Pris                       | Namn               | Summa     |
| -------------------------- | ------------------ | --------- |
| 1:a pris "Fru Wiboms pris" | Erik August Sellin | 5 kronor. |

### Övrigt
| Pris       | Namn                   | Kommentar                         | Summa                                      |
| ---------- | ---------------------- | --------------------------------- | ------------------------------------------ |
| Extra pris | A. Eriksson, Söderfors | För tillverkning av nyckelharpor. | 5 kronor, skänkta av majoren von Schinkel. |